# ワイズ原田
有限会社ワイズ原田は、東京都葛飾区に本社を置く自動車の買取・販売会社。中古車買取のドッグカーズ、廃車買取おもいでガレージを運営する。

## 概要
- 2003年7月7日、原田貴洋によって設立。
- 一般的な中古車買い取り店「Dog Cars（ドッグカーズ）」の運営と並行して、廃車買い取り店「廃車買取おもいでガレージ」を運営。きっかけは、買い取り現場で耳にした「長年生活を共にした愛車をどうしてもスクラップにしたくない」「まだまだ乗れるのにもったいない」という声だった。[1]
- 現在は、年間3,500台を取り扱う規模。[2]

## 沿革
- 2003年（平成15年） 7月 - 中古車買取専門店のフランチャイズ（FC）ラビットの東新小岩店（現在はFCから脱退）として、中古車買取業を開始。
- 2005年（平成17年） 6月 - 兵庫県尼崎市に関西支店をオープン。
- 2008年（平成20年） 3月 - 群馬県高崎市に高崎支店をオープン。
- 2009年（平成21年） 9月 - ドッグカーズ事業開始。
- 2015年（平成27年） 7月 - 廃車買取おもいでガレージ事業開始。サイトオープン。
- 2019年（令和元年）10月 - 廃車買取おもいでガレージサイトリニューアル。『廃車で救う世界の子どもの命プロジェクト』開始[3]。
- 2020年（令和2年）   7月 - 廃車買取おもいでガレージサービスサイトリニューアル[4]
- 2020年（令和2年） 12月 - 廃車買取おもいでガレージユニオンエタニティ社と『循環型社会形成のためのアライアンスを組むことで合意』[2]。

## 事業業態

### 『廃車買取おもいでガレージ』
廃車買取おもいでガレージは、新車の下取りや一般の買取り店では値が付きにくいものの、走行に支障のない低年式車を専門に買取り、スクラップしないで海外などで再販する事業を展開

### 『ドッグカーズ（Dog Cars）』
一般的な中古車買い取り店。株式会社カーデックス（代表取締役：箭内清貴）が運営するフランチャイズ（FC）店。